# 苏汉·巴巴耶夫
苏汉·巴巴耶维奇·巴巴耶夫（俄語：Сухан Бабаевич Бабаев；1910年12月25日—1995年11月28日），苏联党和国家领导人。曾担任土库曼苏维埃社会主义共和国人民委员会主席，部长会议主席，土共中央第一书记等职。

## 生平
- 1910年12月12日（格里历：12月25日）出生于沙俄外里海州尤兹巴什村。幼年丧父，由母亲抚养长大。
- 1931年毕业于塔什干中亚水资源管理学院液压工程专业。
- 1931年-1935年，土库曼苏维埃社会主义共和国梅尔夫地区水利局局长。
- 1935年-1937年，土库曼苏维埃社会主义共和国斯大林地区水利局局长。
- 1937年-1939年，土库曼苏维埃社会主义共和国Murghab地区灌溉部门负责人。1939年加入联共（布）。
- 1939年-1940年，土库曼苏维埃社会主义共和国马雷州水利部部长。
- 1940年-1941年，土库曼苏维埃社会主义共和国水资源副人民委员，土库曼苏维埃社会主义共和国人民委员委员会副主席。
- 1941年-1943年，联共（布）中央高级党校学习。
- 1943年3月-1945年11月，土共（布）查德州委第一书记。
- 1945年12月-1946年3月，土库曼苏维埃社会主义共和国人民委员会主席。
- 1946年3月-1951年7月，土库曼苏维埃社会主义共和国部长会议主席。
- 1951年6月-1958年12月，土共中央第一书记。后因民族主义错误被免职。
- 1958年12月起担任阿什哈巴德州Kazandzhik集体农庄主席。
- 1995年11月28日于阿什哈巴德逝世，享年84岁。

巴巴耶夫是苏共19-20大代表，第19-20届中央委员。第2-5届苏联最高苏维埃联盟院代表，第2-5届土库曼苏维埃社会主义共和国最高苏维埃代表。

## 荣誉
- 四次列宁勋章
- 劳动红旗勋章
- 红星勋章
- 荣誉勋章